# 水町孝太郎
水町 孝太郎（みずまち こうたろう、1995年3月13日 - ）は、福岡県福岡市出身のハンドボール選手。日本ハンドボールリーグの豊田合成所属。

## 経歴
日本大学時代は2014年に第2回U-22東アジア選手権の日本代表に選出。
2015年は第20回男子ジュニア世界選手権の日本代表に選出された。
2016年は第23回世界学生選手権の日本代表U-24に選ばれた。同年の関東学生ハンドボール・春季リーグでは優秀選手賞を受賞。秋季リーグでも優秀選手賞を受賞した。
2017年に日本ハンドボールリーグの豊田合成へ加入。同年6月には第5回東アジアU-22選手権の日本代表に選ばれた。
2018年7月に第24回世界学生選手権の日本代表U-24に選出された。

## 詳細情報

### 年度別成績
| 年       | チーム   | 試合 | フィールド 得点 | 率   | 7m  | 合計    | 警告 | 退場 | 失格 |
| -------- | -------- | ---- | --------------- | ---- | --- | ------- | ---- | ---- | ---- |
| 2017-18  | 豊田合成 | 24   | 52/107          | .486 | 0/0 | 52/107  | 6    | 4    | 0    |
| 2018-19  | 豊田合成 | 24   | 89/167          | .533 | 0/0 | 89/167  | 2    | 2    | 0    |
| JHL：2年 | JHL：2年 | 48   | 141/274         | .515 | 0/0 | 141/274 | 8    | 6    | 0    |

- 各年度の太字はリーグ最高

### JHLプレーオフ
| 年      | チーム   | 試合                       | フィールド 得点 | 率   | 7m  | 合計 | 警告 | 退場 | 失格 |
| ------- | -------- | -------------------------- | --------------- | ---- | --- | ---- | ---- | ---- | ---- |
| 2017-18 | 豊田合成 | 大同特殊鋼戦 (1stステージ) | 1/5             | .200 | 0/0 | 1/5  | 1    | 1    | 0    |
| 2018-19 | 豊田合成 | トヨタ車体戦 (2ndステージ) | 3/6             | .500 | 0/0 | 3/6  | 0    | 2    | 0    |

### タイトル・表彰

#### 日本選手権
- 最優秀選手賞：1回 (2018年)

### 記録

#### 日本ハンドボールリーグ
- フィールドゴール初得点：2017年8月26日、対北陸電力戦（豊田合成健康管理センター）[9]

### 背番号
- 10 (2017年 - )

## 代表歴

### 日本代表U-24
- 世界学生選手権 (2016年・2018年)

### 日本代表U-22
- U-22東アジア選手権 (2014年・2017年)

### 日本代表U-21
- ジュニア世界選手権 (2015年)